# Albiac (Górna Garonna)
Albiac – miejscowość i gmina we Francji, w regionie Oksytania, w departamencie Górna Garonna.
Według danych na rok 1990 gminę zamieszkiwało 137 osób, a gęstość zaludnienia wynosiła 29 osób/km² (wśród 3020 gmin regionu Midi-Pireneje Albiac plasuje się na 926. miejscu pod względem liczby ludności, natomiast pod względem powierzchni na miejscu 1511.).